# Robert Wachs
Robert Wachs (* 16. Juli 1921 in Tilsit, Ostpreußen; † 11. März 1989 in Berlin) war ein deutscher Politiker (CDU).
Robert Wachs besuchte zunächst eine Mittelschule und später eine kaufmännische Berufsschule. 1940 legte er die Prüfung als Kaufmannsgehilfe ab. Nach dem Zweiten Weltkrieg wurde er 1948 selbständiger Kaufmann und Inhaber seiner Firma im Bereich der Nachrichtentechnik. 1949 trat er der CDU bei. Bei der Berliner Wahl 1967 wurde Wachs in die Bezirksverordnetenversammlung (BVV) im Bezirk Schöneberg gewählt. Da Siegfried Zimmer zum Bezirksstadtrat in Schöneberg gewählt wurde, rückte Wachs im Juli 1978 in das Abgeordnetenhaus von Berlin nach. Bei der anschließenden Wahl 1979 wurde er erneut in die BVV Schöneberg gewählt. Zwei Jahre später rückte er im Juni 1981 erneut in das Abgeordnetenhaus nach, da Werner Dolata Bundestagsabgeordneter wurde. Im Januar 1989 schied Wachs aus dem Parlament aus.